# میران‌پور، پنجاب
میران‌پور (به انگلیسی: Miranpur) یک منطقهٔ مسکونی در پاکستان است که در پنجاب واقع شده‌است. میران‌پور ۱۷۲ متر بالاتر از سطح دریا واقع شده‌است.